# خلسه (کردامیر)
خلسه (به ترکی آذربایجانی: Xəlsə) یک منطقه مسکونی در جمهوری آذربایجان است که در شهرستان کردامیر واقع شده است. خلسه ۶۲۸ نفر جمعیت دارد.